# Tamil Eelam

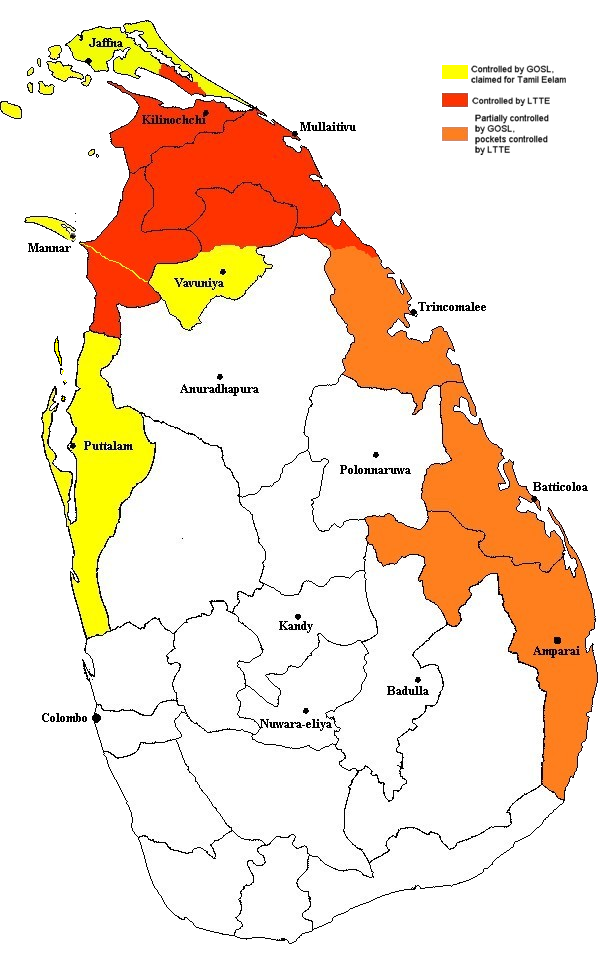
I distretti di Sri Lanka rivendicati da LTTE come parte del Tamil Eelam ed il loro status nel dicembre 2005: in rosso le aree sotto il completo controllo di LTTE, in arancione le aree sotto un controllo parziale di LTTE, in giallo le aree rivendicate attualmente sotto il controllo del governo di Sri Lanka

Il Tamil Eelam (tamil: தமிழ் ஈழம், tamiḻ īḻam) è il nome dato dai tamil allo Stato indipendente cui aspirano i loro movimenti nazionalisti, sito nelle regioni settentrionale e orientale dell'isola di Sri Lanka. Ilaṅkai (இலங்கை) e Īḻam (ஈழம்) sono i nomi tamil per l'intera isola.
Il Tamil Eelam è stato riconosciuto fino al maggio 2009 come stato indipendente dalla sola organizzazione LTTE (Liberation Tigers of Tamil Eelam in inglese, o "le tigri liberatrici del Tamil Eelam"), organizzazione paramilitare responsabile di azioni di guerriglia e attentati nell'intera Sri Lanka. LTTE è arrivata a controllare circa il 40-50% dei territori del Tamil Eelam, corrispondente ai distretti di Kilinochchi e Mullaiththeevu, la maggior parte dei distretti di Mannar, Batticaloa e Vavuniya e parte dei distretti di Trincomalee e Amparai.
La porzione nordorientale dello Sri Lanka era sotto il controllo del LTTE, ed era governata di fatto come uno Stato quasi indipendente, con le proprie corte suprema, polizia, esercito, marina, aviazione, servizi segreti, e persino una banca centrale. Il territorio non ha mai avuto una valuta, usando la rupia indiana. IL LTTE aveva spesso accusato il governo di imporre un embargo sulle merci indispensabili, causando disagi alla popolazione.

## Una questione centrale

La bandiera del Tamil Eelam

La concezione di Eelam o patria è una questione centrale nel conflitto etnico in Sri Lanka che si protrae da più di due decenni. Fu proposta per la prima volta dal Fronte Unito per Liberazione del Tamil, (TULF), nel 1976. Il TULF era una coalizione di partiti del Tamil che si candidarono alle elezioni del 1977 per uno Stato indipendente per i Tamil in Sri Lanka. Nelle elezioni il TULF fu eletto al parlamento dalle province nord-orientali. Per contrastare le tendenze separatiste, nel 1978 il governo aggiunse un nuovo articolo alla costituzione che richiedeva ai membri del Parlamento di giurare per l'unità del Paese, cosa che provocò il boicottaggio del Parlamento da parte del TULF. Così nacque un numero di gruppi militanti che combattevano per uno Stato indipendente.
Come è usato dal TULF e dai gruppi militanti, Tamil Eelam si riferisce solamente alle zone nordorientali dello Sri Lanka (principalmente, i distretti di Jaffna, Kilinochchi, Mullaitivu, Mannar, Puttalam, Trincomalee, Vavuniya, Batticaloa e Amparai rivendicati dai Tamil come la loro patria. Alcuni dei primi gruppi militanti come il EPRLF, comunque, aderivano ad un concetto più ampio di Eelam, per il quale essi intendevano tutte le regioni dell'isola con una maggioranza Tamil, includendo i distretti dell'entroterra con una maggioranza di insediamenti Tamil, tradizionalmente parte dei territori cingalesi.
Per una serie di questioni pratiche, tuttavia, la domanda di uno Stato indipendente è limitata al Tamil Eelam, e particolarmente alle province settentrionali e orientali.
Dal 1948 al 2002 ci sono stati approssimativamente 38 gruppi armati che hanno combattuto alternatamente per l'indipendenza di questo Stato. Questo numero include gruppi più conosciuti come il LTTE (conosciuto anche come Tamil Tigers o le "tigri tamil"), TELO – Tamil Eelam Liberation Organization, EPRLF – Eelam People's Revolutionary Liberation Front, PLOTE – People's Liberation Organization of Tamil Eelam, EROS – Eelam Revolutionary Organization of Students, e i meno conosciuti come TEA – Tamil Eelam Army, FTA – Ilankai Freedom Tamil Army, SRSL – Socialist Revolutionary Social Liberation.
Nel 2009 le tigri tamil sono state militarmente sconfitte dall'esercito regolare dello Sri Lanka.